# Casa Avant
La Casa Avant es una residencia histórica ubicada en el 909 de Sanford Road en Andalusia, Alabama, Estados Unidos.

## Historia
La casa fue construida por el arquitecto Frank Lockwood y está incluida en el Registro Nacional de Lugares Históricos. La casa fue reformada por William W. Avant (1922-2011) en su retiro.